# Bocageopsis multiflora
Bocageopsis multiflora är en kirimojaväxtart som först beskrevs av Carl Friedrich Philipp von Martius, och fick sitt nu gällande namn av Robert Elias Fries. Bocageopsis multiflora ingår i släktet Bocageopsis och familjen kirimojaväxter. Inga underarter finns listade i Catalogue of Life.